# 三宅康友
三宅 康友（みやけ やすとも、宝暦14年4月5日（1764年5月5日） - 文化6年3月20日（1809年5月4日））は、三河国田原藩第8代藩主。田原藩三宅家11代。
第5代藩主・三宅康之の四男。母は木村氏の娘。正室は大岡忠喜の娘。子は三宅康和（次男）、三宅康明（三男）、三宅友信（四男）、娘（加藤某室）など。官位は、従五位下・備前守。
幼名は亀吉、図書。初名は高友。第5代藩主・三宅康之の六男で明和2年（1765年）生まれと届け出られた。寛政4年（1792年）4月4日、三宅家家督を相続した。寛政5年12月16日、従五位下・備前守に叙任した。後に備後守に改める。享和3年（1803年）、文化5年（1808年）と大坂加番を命じられた。
文化6年（1809年）に46歳で死去し、次男の康和が跡を継いだ。

## 系譜
父母
- 三宅康之（父）
- 木村氏 - 側室（母）

正室
- 美濃、黙笑院 - 大岡忠喜の娘

側室
- 於銀

子女
- 三宅亀吉（長男）
- 三宅康和（次男）生母は黙笑院（正室）
- 三宅康明（三男）
- 三宅友信（四男）生母は於銀（側室）
- 加藤某室